# 鐚銭

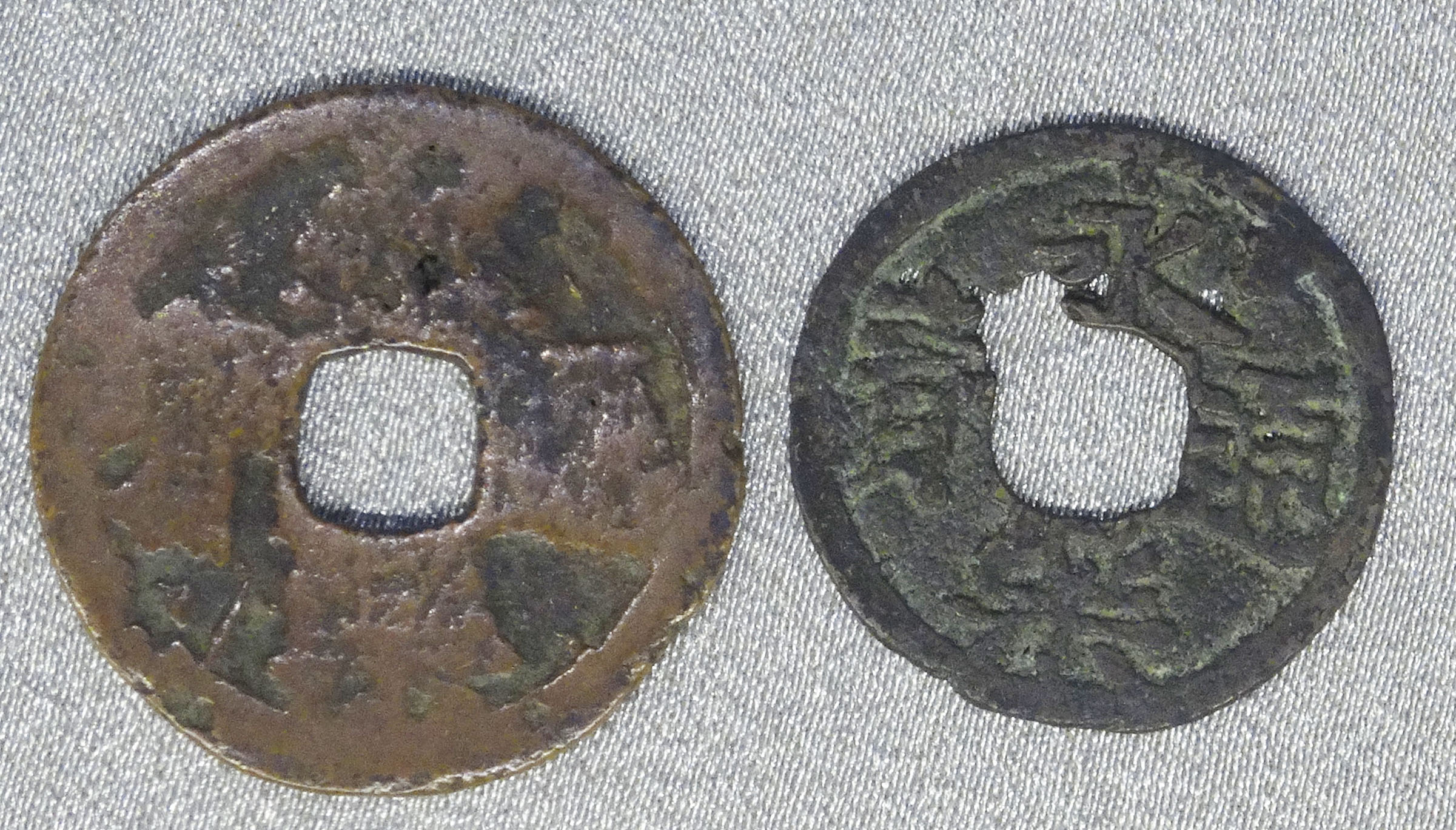
永楽通宝の「鋳写（いうつし）鐚銭」（室町末期）

鐚銭（びたせん、びたぜに）とは、日本の室町時代中期から江戸時代初期にかけて私鋳された、永楽銭を除く粗悪な銭貨。表面が磨滅した粗悪な銭を指す言葉でもある。悪銭（あくせん）とも。ほんのわずかのお金を意味する「びた一文」の「びた」はこれに由来する。

## 経緯
日本では、鎌倉時代後期ごろから貨幣の流通が活発化したが、主に中国で鋳造された中国銭が流通していた。これらの中国銭は、中国（宋・元など）との貿易を通じて日本にもたらされたが、日本でもこれらの貨幣を私的に鋳造する者が現れた。これを私鋳銭（しちゅうせん）という。私鋳銭は、一部が欠落したもの、穴が空いていないもの、字が潰れて判読できないものなど、非常に粗悪なものが多く、商品経済の現場では嫌われる傾向が強かった。そのため、これら粗悪な銭貨は鐚銭と呼ばれ、一般の銭貨よりも価値が低いと見なされるようになった。
室町時代に入り、明が日本との貿易用に鋳造した永楽通宝などが日本国内で流通するようになると、明の江南地方で作られた私鋳銭や、日本国内で作られた私鋳銭も次第に混入していった。そうした私鋳銭ばかりでなく南宋の戦時貨や明銭自体も不良銭が混じるなど品質劣悪なものが普通だったため、これらを総称して「悪銭」といった。また、こうした悪銭は良質な「精銭」とくらべ低価値に設定されたり、支払時に受け取り拒否されることが多く、これを撰銭（えりぜに）といった。時には撰銭が原因で殺傷事件が起こることもあった。だが、経済発展に加え明の海禁および貨幣政策の変更（明国内においては紙幣と銀が基準貨幣となり、銅銭を鋳造する意義が無くなったために鋳造されなくなる）などによって渡来銭の供給が難しくなると、今度は通貨総量が減って銭不足が生じて粗悪な渡来銭や私鋳銭の流通量は増大した。後に室町幕府の14代将軍・足利義栄が将軍就任の御礼に朝廷に献上した銭貨や同じく織田信長が正親町天皇の儲君・誠仁親王の元服の際に献上した銭貨が鐚銭ばかりであると非難されたが、これは彼らが朝廷を軽視していたというよりも鐚銭ばかりが流通していて権力者でさえ良質な銭貨が入手困難であったことを示している。
そのため、16世紀になると室町幕府や守護大名、戦国大名たちは撰銭を禁ずる撰銭令（えりぜにれい）を発令して、円滑な貨幣流通を実現しようとした。しかし、民衆の間では鐚銭を忌避する意識が根強く残存したものの、1570年代には経済の規模に対する絶対量の不足からくる貨幣の供給不足は深刻化して、代替貨幣としての鐚銭の需要も増えていくことになる。また、金銀や米などによる支払なども行われるようになった。後に織田政権が金銀を事実上の通貨として認定し、豊臣政権や江戸幕府が貫高制を採用せずに米主体の石高制を採用するに至った背景には、こうした貨幣流通の現実を背景にしたものであったと考えられる。また、織田政権は撰銭令の中で鐚銭を基準とした銅銭に質による交換基準を定めたことで、一定の品質水準に達した鐚銭の通用が保証されたため、鐚銭が京都における一般的に通用した貨幣とみなされて「京銭」と称されるようになった。
江戸時代に江戸幕府は永楽通宝の通用を禁じて、京銭（鐚銭）と金貨・銀貨との相場を定めて鐚銭を相場の基準とすることで撰銭のメリットを失わせ、続いて安定した品質の寛永通宝を発行し、渡来銭や私鋳銭を厳しく禁ずるようになると、鐚銭は見られなくなり、撰銭も行われなくなっていった。
江戸時代中期以降は、「鐚銭」の語は寛永通宝鉄一文銭のことを指していた。
現代の古銭収集界の「鐚銭」は、主に日本で中世に製造された銭貨で、私鋳銭に類する意味で用いられているようであり、この意味での「鐚銭」は必ずしも出来の悪い銭を意味するわけではなく、大きくは次のように製法によって分類されている。
- 鋳写鐚銭：渡来銭をそのまま型取りしたもの。型取り（鋳写し）を行うと1回ごとに元の銭より約0.4mm小さくなる。永楽通宝の鋳写鐚銭では鋳写しを十数回繰り返して明本銭より5mmほど小さくなっているものも見られる。
- 加刀鐚銭：渡来銭の文字を改変して型取りしたもの。
- 改造鐚銭：新たに独自の原型を彫って型取りしたもの。その中には実際には貿易用に使用されたのではないかと考えられるものもある。
- 私鋳した銭をさらに型取りしたものに関しては、渡来銭から鋳写しを繰り返したものは鋳写鐚銭、加刀鐚銭から鋳写したものは加刀鐚銭などという風に分類される。

また鋳造地によっても、「東北鐚（赤鐚）」「九州鐚」「堺銭」などの鐚銭群が知られているが、鋳造地の明確でないものの方が多い。
鐚銭の銭銘は、宋銭や永楽通宝などを模したものが多いが、中国銭を模したものとしては開元通宝から弘治通宝までの銭銘が確認されている。また皇朝銭のうち初期のもの（和同開珎・万年通宝・神功開宝）や朝鮮の朝鮮通宝、安南銭などを模したものもあり、また現代の古銭収集界で鐚銭とされるものの中では独自の銭銘として「元通通宝」と「元福通宝」がある。また一部には磁性を持つものも見られ、また日原鍾乳洞から出土した小型の鉄銭など、銭銘が読めなくなっているものも見られる。
現代の古銭収集界の「鐚銭」は、広義には島銭、永楽銀銭、慶長通宝、元和通宝、平安通宝、長崎貿易銭なども含める場合がある。